# Smarownica torowa
Smarownica torowa – urządzenie sieci tramwajowej służące do smarowania obrzeży kół jezdnych tramwaju.
Znajduje się w przestrzeni międzytokowej szyny przed ostrymi łukami (np. na pętli). Smarowanie prowadzone jest przez dysze w postaci otworów wywierconych w główkach szyn. Smar jest doprowadzany wężykami z szafek sterowniczych. Smarowanie rozpoczyna się, gdy czujniki wykryją drgania nadjeżdżającego tramwaju. Ilość wypuszczanego smaru zależy od ustawień.
Smarowanie szyn zapobiega przedwczesnemu zużywaniu się obrzeży kół jezdnych tramwaju oraz szyn. Smarownice zmniejszają także emisję hałasu związaną z tarciem kół o szyny.